# Mimoropica biplagiata
Mimoropica biplagiata är en skalbaggsart som beskrevs av Stefan von Breuning och De Jong 1941. Mimoropica biplagiata ingår i släktet Mimoropica och familjen långhorningar. Inga underarter finns listade i Catalogue of Life.